# Chiesa di Santa Maria di Portosalvo (Castellammare di Stabia)
La chiesa di Santa Maria di Portosalvo è una chiesa monumentale di Castellammare di Stabia, situata nel centro storico, e appartiene alla parrocchia della chiesa dello Spirito Santo: al suo interno custodisce il quadro della Madonna di Portosalvo.

## Storia
Originariamente la chiesa era dedicata all'Annunziata del Molo: costruita nel 1580, al suo interno era venerato il quadro della Madonna di Portosalvo. Nel 1793, per far spazio ai costruendi dei cantieri navali venne abbattuta. Nel 1834, per volere della confraternita dei Marinai fu edificata una nuova chiesa ponendo sull'altare maggiore il quadro della Vergine: il tempio prese il nome di Santa Maria di Portosalvo. Chiusa a seguito dei danni subiti dal terremoto del 1980, è stata riaperta nel novembre 2017.

## Descrizione
L'accesso alla chiesa è delimitato da un cancello in ferro che racchiude il sagrato. La facciata principale esterna si divide in due zone: la parte inferiore è caratterizzate da quattro lesene ioniche al cui centro è posto un portale in legno e sulla sua sommità è presente una nicchia con all'interno una statua della Vergine recante in mano una croce ed ai due lati altre due cappelle con all'interno altre due statue; la parte superiore invece è caratterizzata da una trabeazione nella quale si apre un ampio finestrone semicircolare.
L'interno è a navata unica con due cappelle laterali e un altare maggiore sul quale è posto il quadro della Madonna di Portosalvo, ossia una tela del '500 che rappresenta una Madonna con in braccio il Bambino Gesù ed ai suoi piedi, in segno di protezione, Castellammare di Stabia come si presentava nel XVI secolo: si tratta della più antica rappresentazione esistente della città stabiese. Nell'abside semicircolare diviso in tre sezioni si aprono tre finestre e quella centrale è decorata con maioliche che riprendono il quadro della Madonna; all'esterno dell'abside si trova una vasca che raccoglie le acque di una sorgente, che proprio per la vicinanza con la chiesa prende il nome di acqua della Madonna.